# 任昉
任 昉（じん ぼう、460年 - 508年）は、南朝斉から梁にかけての文学者。字は彦昇。小字は阿堆。本貫は楽安郡博昌県。斉の竟陵王蕭子良のもとに集まった文人「竟陵八友」の一人。同じ八友の一人で、詩にすぐれた沈約に対し、「任筆沈詩」と称される。著作に『述異記』『文章縁起』（偽作説もあり）。散文の分野で高く評価され、斉・梁の時代に多くの表奏を手がけた。

## 生涯
斉の中散大夫の任遙の子として生まれた。伯父は御史中丞の任遐。幼少の頃から学問を好み、早くから名を知られていた。16歳で宋の宗室の一人である丹陽尹劉秉の主簿に招かれる。しばらくして奉朝請となり、秀才に挙げられ、太常博士・征北行参軍を務めた。
斉の永明の初め、衛将軍王倹が丹陽尹を領すると、その主簿となり、彼に非常に尊重された。竟陵王蕭子良の記室参軍に転じ、彼のサロンで文人として活躍したが、間もなく父の死により職を辞した。父の死に続いて母の死に遭うが、いずれも礼を尽くして喪に服し続けた。延興元年（494年）、蕭鸞（後の明帝）が皇帝の蕭昭業を廃し、蕭昭文を新たな皇帝に擁立した際、蕭鸞は任昉に上奏文を代筆させたが、任昉はその中で蕭鸞が蕭昭業を殺したことを暗に批判し、蕭鸞の不興を買った。このため明帝在位の間、官位は太子歩兵校尉・東宮書記にとどまり続けた。明帝が死去すると、中書侍郎に転任し、さらに司徒右長史となった。
中興元年（501年）、蕭衍（後の梁の武帝）が和帝を擁立し実権を握ると、任昉は驃騎記室参軍となり、禅譲の詔勅などは、すべて彼の手によって書かれた。翌天監元年（502年）、梁が建てられると、黄門侍郎に転じ、さらに吏部郎中となった。天監2年（503年）、地方に出て義興郡太守となり、友人の到漑らと親しく山水を遊覧して交際した。都に戻ると再び吏部郎中となる。御史中丞・秘書監に転じ、前軍将軍を兼任した。さらに宮中の書物を自ら整理し、その篇目を定めている。
天監6年（507年）、寧朔将軍・新安郡太守に転出した。在任中、政務は清廉でその地の民心を大いに得た。翌天監7年（508年）、在職中に死去した。享年49。太常卿を追贈され、敬子と諡された。
任昉は交際を好み、多くの友人を引き立てた。財産に関心が無く、借金をしては困窮している親類友人に与えていた。貧しいにもかかわらず、1万巻あまりの書物を集め、古典で読まないものはなかった。任昉が死去すると、武帝は沈約らに命じてその蔵書を整理させ、宮中にない書は借り上げたという。

## 作風
任昉は博識な人物であり、文学作品としては、当時を代表する文体である駢文に巧みで、同時代における評価も高かった。『文選』に採録される彼の文は17篇と最多を誇っている。
鍾嶸の『詩品』によると、任昉は若い頃は詩を作るのが不得手であったため、世間から沈約との対比で「任筆沈詩」と呼ばれた。彼自身はその評価に満足できず、晩年には詩作にはげみ、独自の詩風を確立したという。詩は文と同様、自らの博識を生かして典故を多用するのを特徴とするが、時として典故の過剰な使用により詩としての独創性が乏しくなる点が、鍾嶸によって強く批判されている。現在における彼の詩への評価も文に比べ必ずしも高くない。ただし顔之推の『顔氏家訓』文章篇によると、北朝の北斉において、沈約の詩に傾倒する邢卲に対し、魏収は任昉の詩風を信奉し、その優劣をめぐって盛んに議論したとあり、当時においては沈約らの「永明体」に対抗して追随者を生む程度の影響力はあったらしい。

## 伝記資料
- 『梁書』巻14
- 『南史』巻59